# ペンシルベニア駅 (ニューアーク)
ペンシルベニア駅（Pennsylvania Station、略称：Penn Station）は、アメリカ合衆国ニュージャージー州のニューアークにある鉄道駅。「ニューアーク・ペン・ステーション」の愛称で呼ばれる。旅客数は全米で十指に数えられる。

## 発着している鉄道路線
- アムトラック
- ニュージャージー・トランジット　北東回廊線、北ジャージー海岸線、ラリタン・バレー線
- PATH　ニューアーク-ワールド・トレード・センター線
- ニューアーク・ライトレール

## 歴史
現在の駅は1935年にペンシルベニア鉄道の駅として開業した。1928年に始まった電化工事の一環で旧駅は全て解体された。建設費の半分はニューアーク市が負担した。

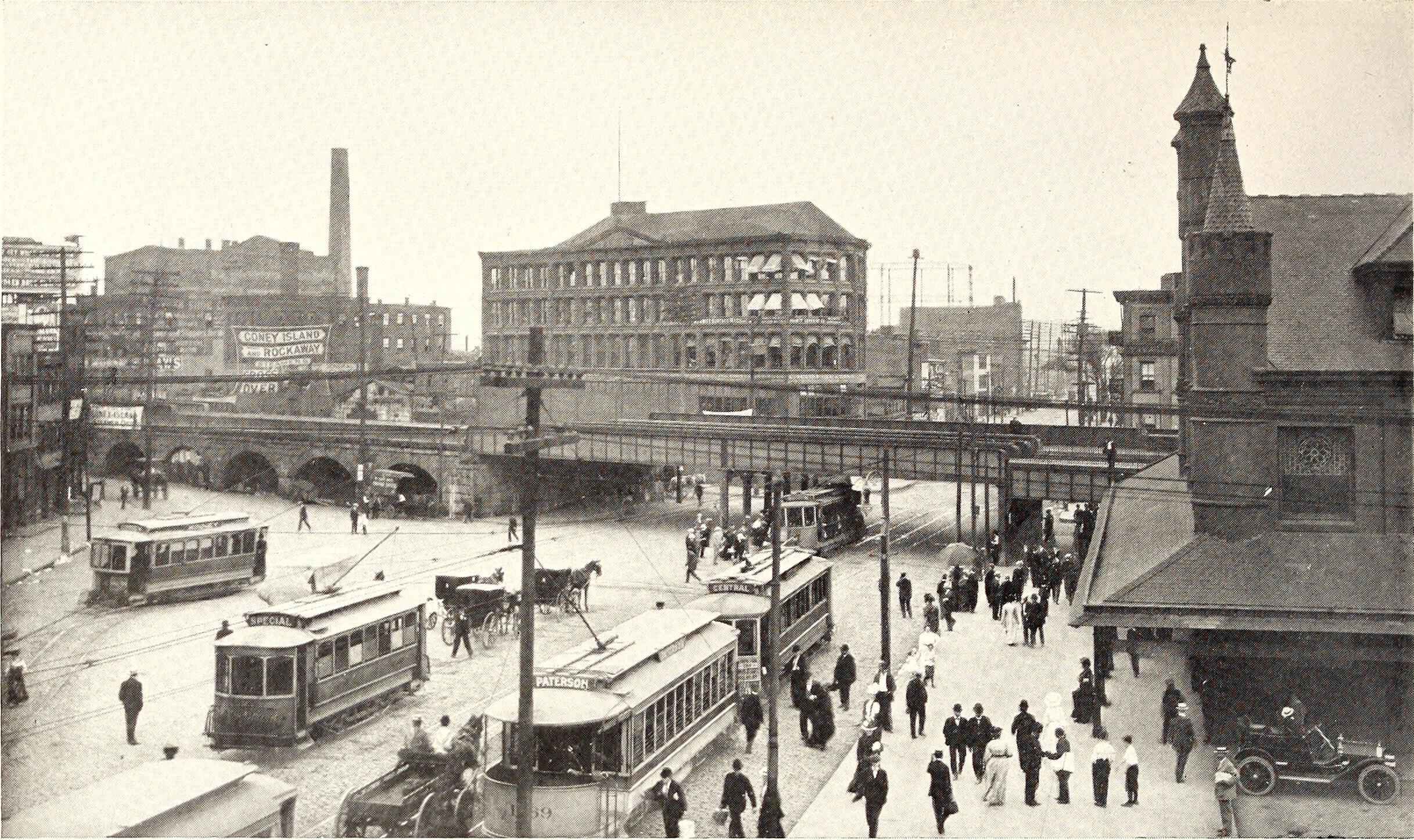
右側にペンシルベニア駅が見える（1911年）

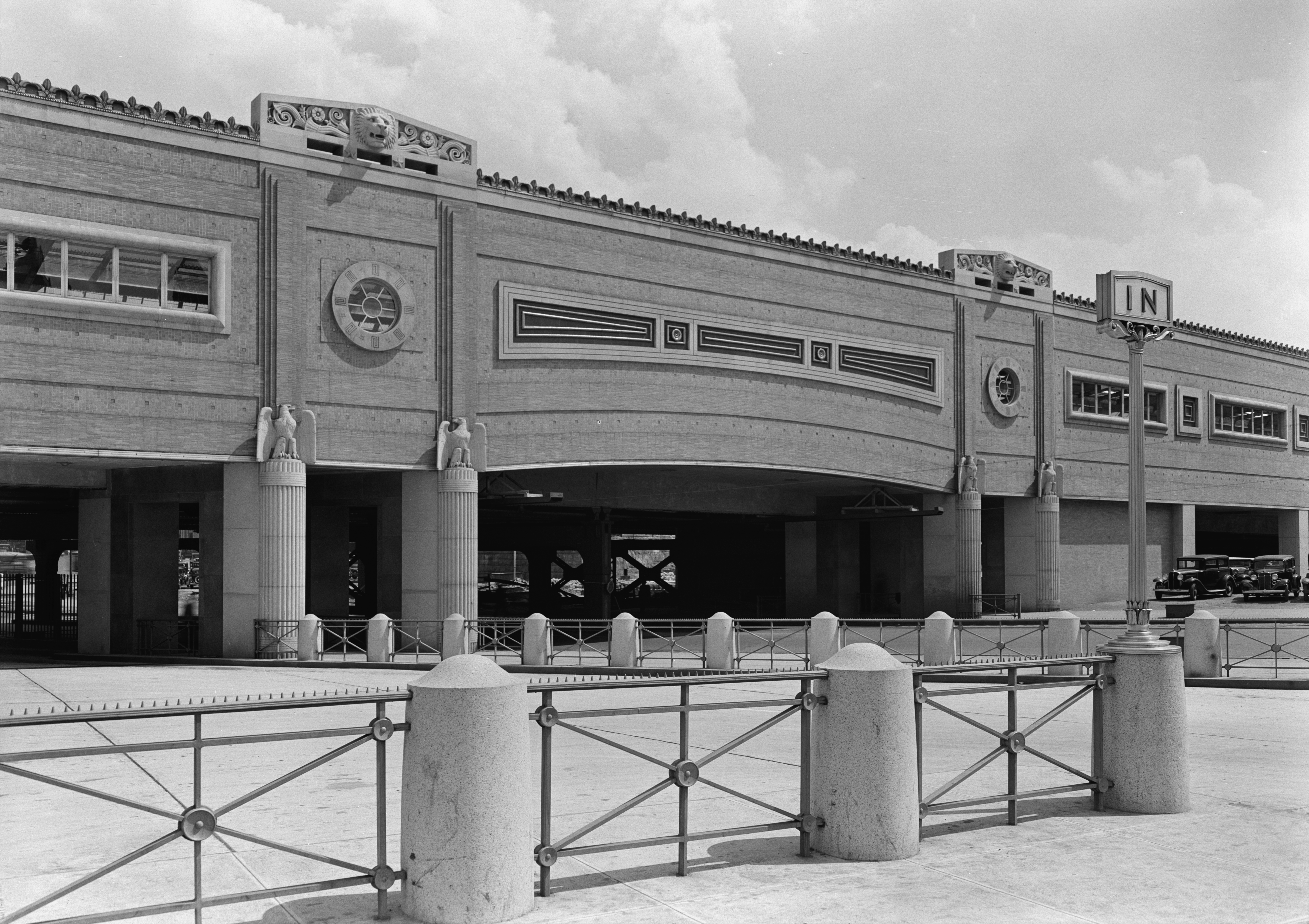
駅下のマーケットストリート（1935年）

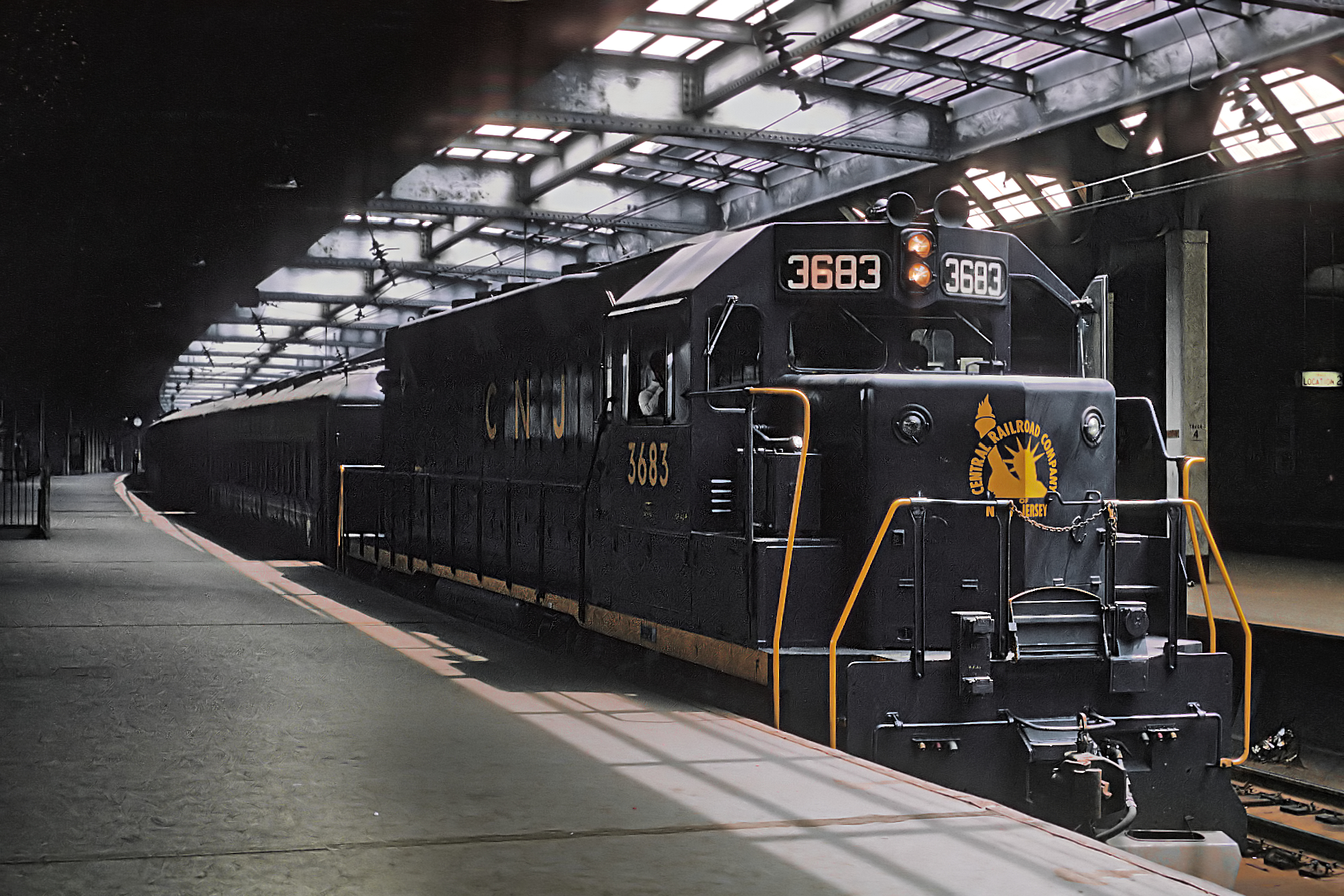
CNJ列車（1969年7月4日）

## 現在の運用

### 北東回廊
アムトラック・北東回廊（ボストン南駅〜ユニオン駅 (ワシントンD.C.)）の主要駅のひとつである。

### ニュージャージートランジット
北東回廊線 (NJトランジット)、北ジャージー海岸線、ラリタン・バレー線が乗り入れ、北東回廊線及び北ジャージー海岸線はセカーカス・ジャンクション駅を経由してニューヨークのペンシルベニア駅に乗り入れている。一部を除いてラリタン・バレー線は当駅が終点となる。

### PATH
ニューアーク-ワールド・トレード・センター線の終点。かつては、ニュージャージー・トランジットやアムトラック利用客がジャージーシティーやホーボーケンに向かうには、当駅で乗り換える必要があったが、1999年にセカーカス・ジャンクション駅が開業してからは、当駅での乗り換えが必要でなくなった。

### ニューアークライトレール
当駅はニューアークライトレールの南端の駅となる。

### 発着番線
- PATH - ニューヨーク方面から到着する際は上階のH番線、ニューヨーク方面へ出発する際は、地上階のM番線を使用する。
- ニュージャージー・トランジット - 東方面（ニューヨーク方面）には主に1・2番線（一部A番線）を使用する。西方面には主に3～5番線（ただし、夕方ラッシュ時の北ジャージー海岸線の急行は2番線）を使用。ラリタン・バレー線が当駅終点となる場合、A番線又は5番線を使用。
- アムトラック - 北方面（ニューヨーク方面）は2番線、南方面（ペンシルバニア方面）は3番線を使用。

### プラットホームの構造
6面8線（ニューアークトランジットを除く）で、上階に相対式1面、地上階に島式3面・相対式2面を擁する。

## ギャラリー

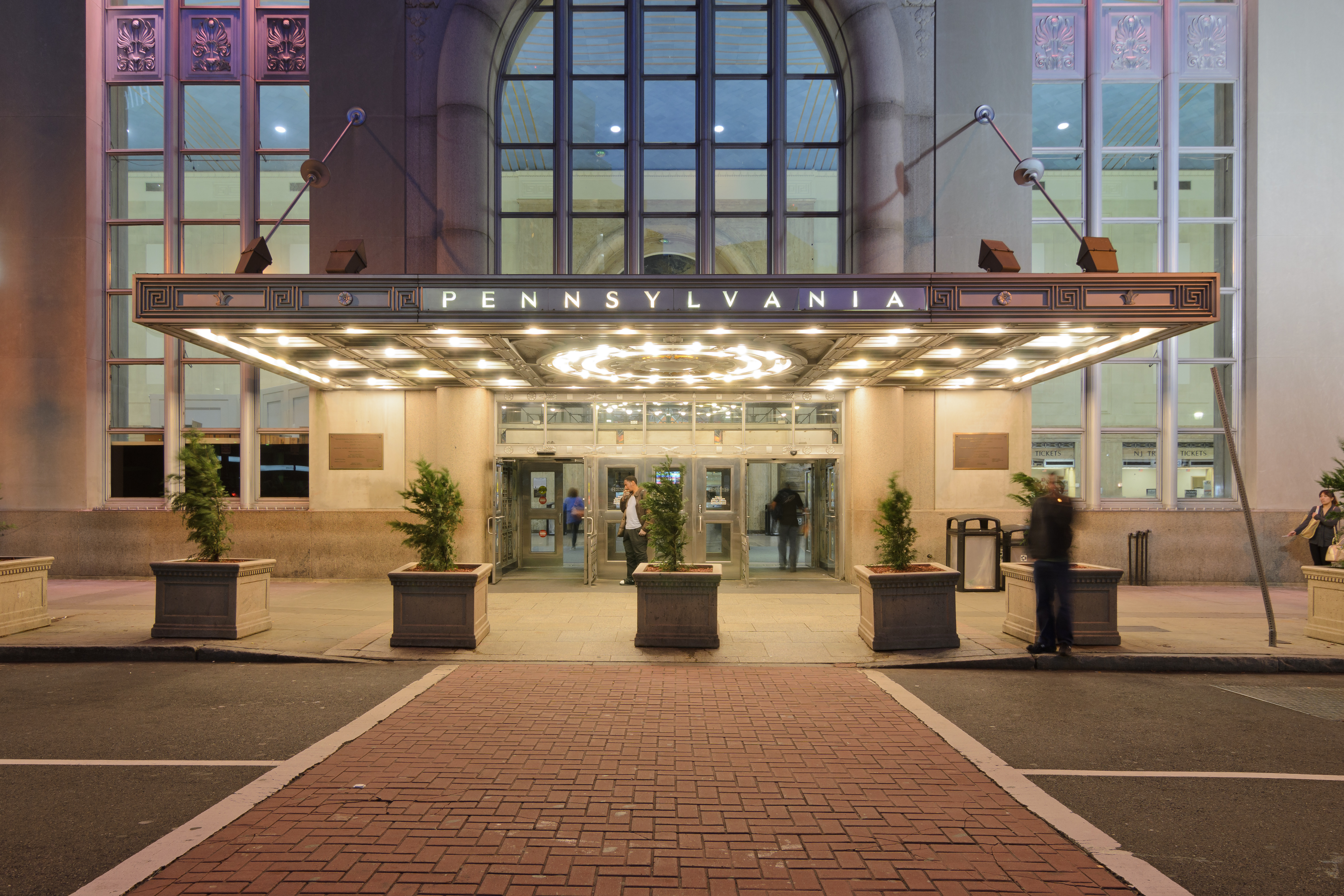
夜の正面玄関
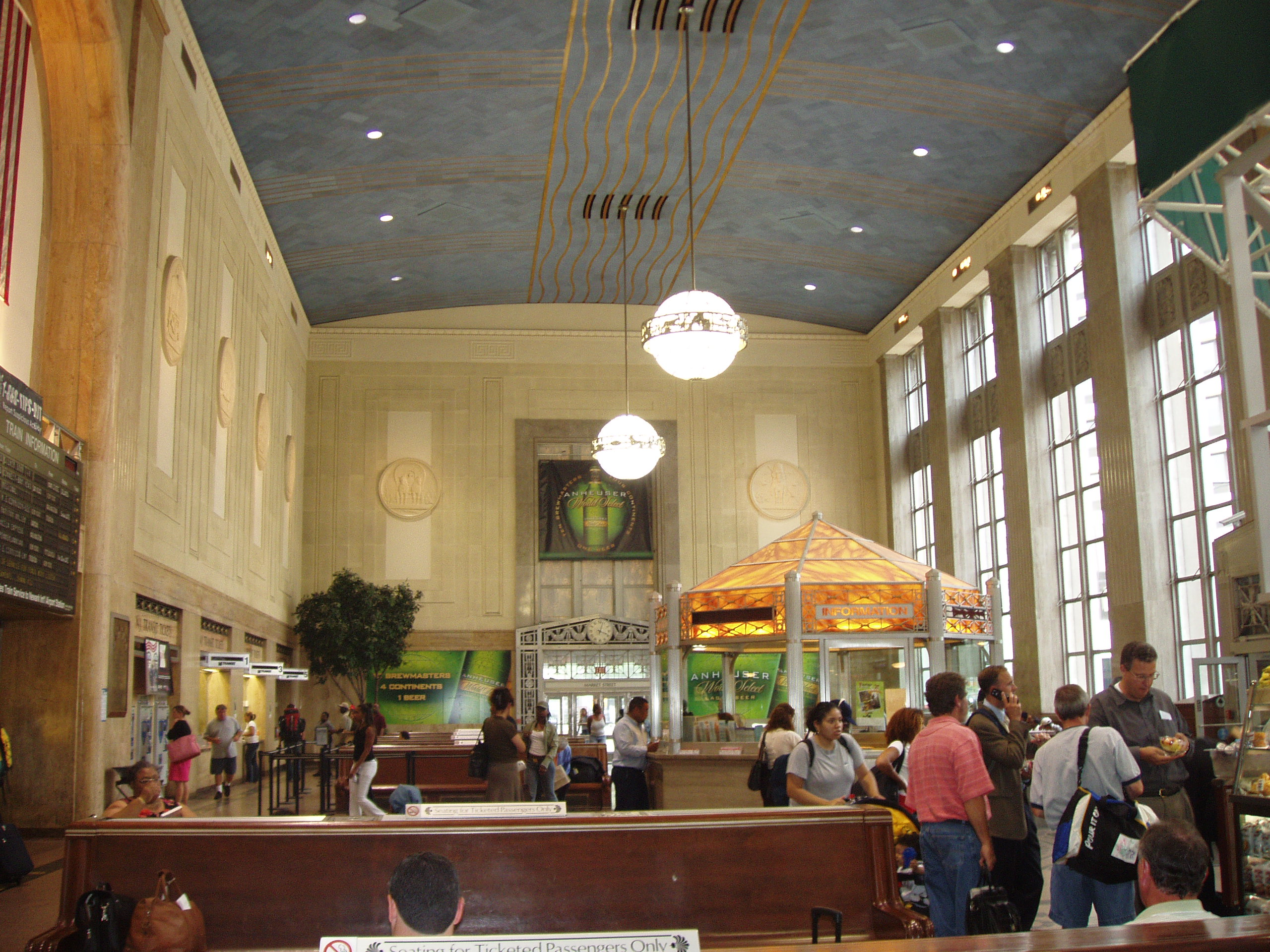
インフォメーションブースを備えたメイン待合室のインテリア
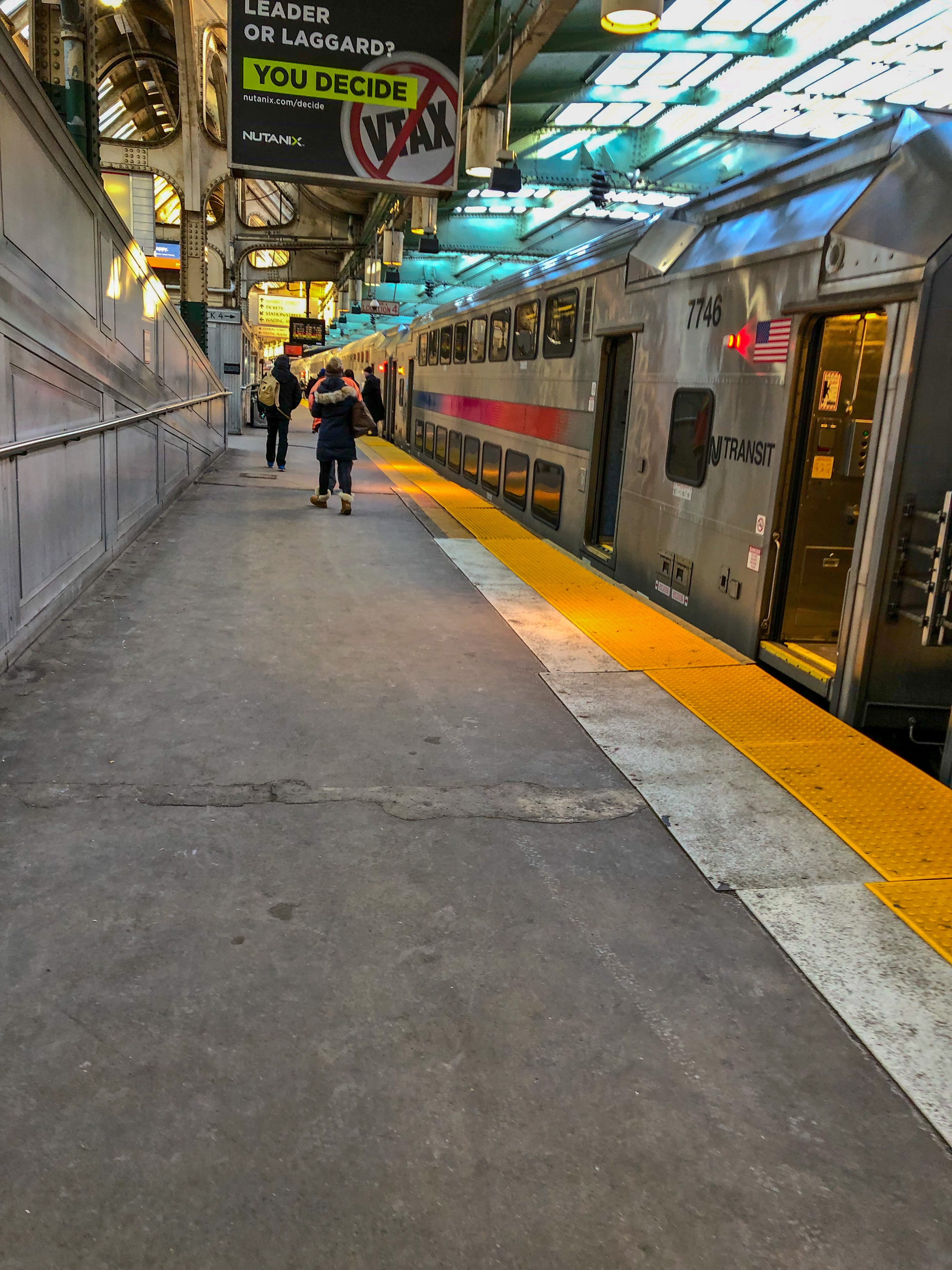
ニューアークペン駅のマルチレベルNJトランジット列車
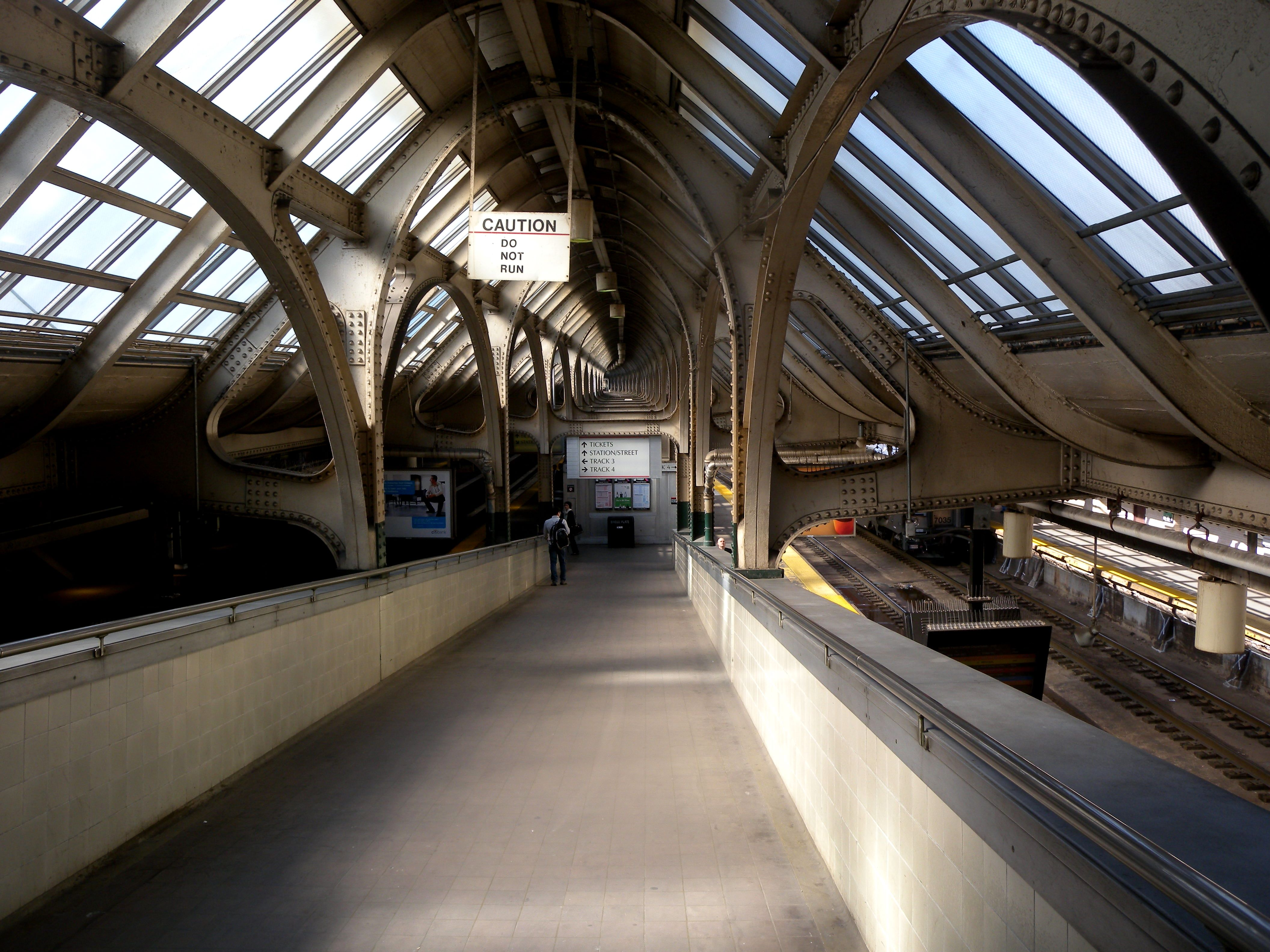
歩行者用スロープ
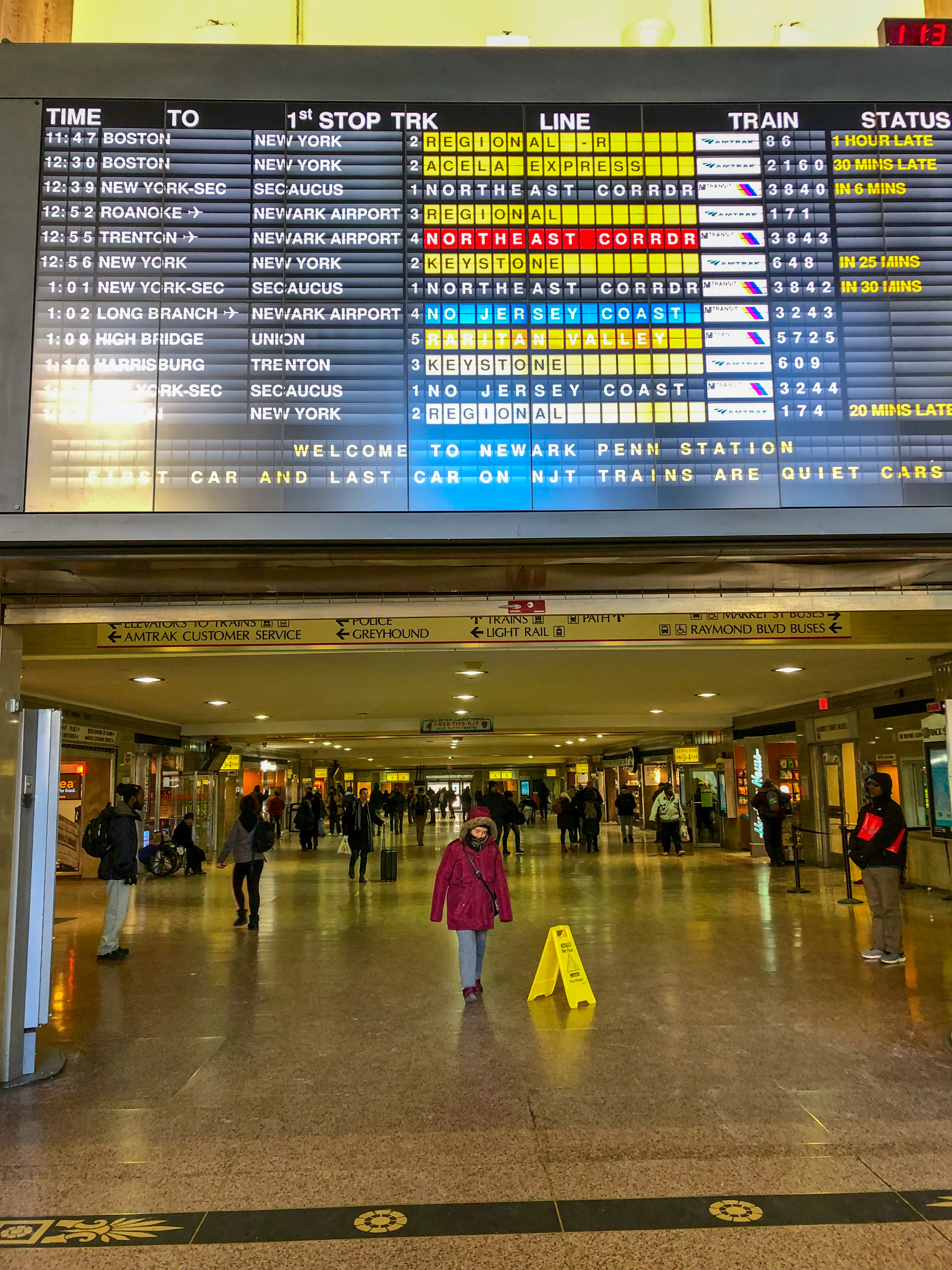
トラックへのメインコリドー